# Oskar Emil Schiøtz
Oskar Emil Schiøtz (Stavanger, Noruega, 3 d'octubre de 1846-Møre og Romsdal, 24 de febrer de 1925), va ser un físic i geòleg noruec. Era el germà gran de l'oftalmòleg Hjalmar August Schiøtz.